# 앤드루 래티머
앤드루 래티머(Andrew Latimer, 1949년 5월 17일 ~ )는 잉글랜드의 음악가로, 카멜의 초기 멤버로 잘 알려져 있다.